# Niedźwiedzianka (wzniesienie)
Niedźwiedzianka – wzniesienie o wysokości 75,2 m n.p.m. na Równinie Gryfickiej, położone w woj. zachodniopomorskim, w powiecie kołobrzeskim, w gminie Rymań.
Teren wzniesienia został objęty specjalnym obszarem ochrony siedlisk Kemy Rymańskie.
Ok. 1,2 na południowy zachód leży wieś Rymań. Ok. 0,6 km na południe od wierzchołka Niedźwiedzianki przebiega droga krajowa nr 6.
Jak podaje Kazimierz Ślaski, przez Niedźwiedziankę przechodziła granica ziemi kołobrzeskiej.
Nazwę Niedźwiedzianka wprowadzono urzędowo rozporządzeniem w 1949 roku, zastępując poprzednią niemiecką nazwę Baren Berg.